# Stichting Edmond Delhougne
De Stichting Edmond Delhougne te Roermond is een stichting met als doel het bevorderen van de genealogie en streekgeschiedenis, in het bijzonder die van Nederlands Limburg en Belgisch Limburg.

## Geschiedenis
De stichting werd in 1957 opgericht als Instituut voor Genealogie en Streekgeschiedenis door Edmond Delhougne (jr.) (1932-2013). Delhougne was van jongs af aan al met genealogie bezig. Al tijdens zijn studie rechtsgeschiedenis in Nijmegen stelde hij zijn eerste genealogische boeken samen en gaf hij deze uit. Om het instituut met het oog op de toekomst juridisch vorm te geven bracht hij dit in 1960 onder in een stichting met gelijke naam. Sinds de oprichting heeft de stichting een grote collectie opgebouwd met uitgaven op dit gebied. Van vrijwel alle parochies uit Nederlands Limburg zijn afschriften van kerkregisters aanwezig. Ook het aangrenzende deel van Belgisch Limburg is vertegenwoordigd.
Publicaties over talloze families, in het bijzonder Limburgse, hebben een plaats in de bibliotheek verworven. Tevens beheert de stichting een grote collectie bidprentjes (circa 1 miljoen) die voortdurend aangevuld wordt. Daarnaast heeft het instituut een verzameling ansichtkaarten en foto’s van Roermond. Tegenwoordig (2020) is de omvangrijke collectie, aangevuld met legaten van meerdere genealogen, ondergebracht in een pand gelegen aan de Pierre Cuypersstraat 17-19 te Roermond. Na het overlijden van de oprichter is de naam van de stichting in 2016 gewijzigd in Stichting Edmond Delhougne. Medewerkers van de stichting verrichten genealogisch en historisch onderzoek. Daarnaast ondersteunen en stimuleren zij onderzoek en publicaties van derden.
In september 2021 heeft de Stichting Edmond Delhougne een duurzaam partnerschap met de Universiteit Antwerpen gesloten om de expertise in genealogie te koppelen aan de huidige revolutie in de genetica en biomedische wetenschappen. Deze uitdaging wordt op academisch niveau gerealiseerd samen met genetisch genealoog prof dr. Maarten Larmuseau van de Katholieke Universiteit Leuven en Universiteit Antwerpen als onderdeel van de vakgroep erfgoedstudie.
Minimaal eens in de vijf jaar wordt de Edmond Delhougne penning uitgereikt. Deze is bestemd voor een persoon, die een bijzondere bijdrage heeft geleverd aan de ontwikkeling van de promotie van de genealogie in de Nederlandse en Belgische provincie Limburg.